# Владимир Шекс
Вла́димир Шекс (хорв. Vladimir Šeks, нар. 1 січня 1943 р., Осієк, НДХ) — впливовий хорватський політик і правник, член Хорватської демократичної співдружності (ХДС), депутат хорватського парламенту від часу здобуття державної незалежності в 1991 р., колишній спікер парламенту Хорватії і заступник прем'єр-міністра уряду Хорватії.

## Життєпис
Шекс закінчив юридичний факультет у Загребі в 1966 році. Стажування проходив у муніципальній прокуратурі Вінковців з 1967 по 1969 роки, після чого працював один рік заступником муніципального прокурора Вінковців. З 1972 по 1981 роки працював адвокатом. У 1981 році його було заарештовано за «антидержавні дії» проти комуністичної Югославії. Відбув 13-місячний строк ув'язнення в тюрмі міста Стара Градишка, як і більшість тодішніх політв'язнів. У 1984 р. виступав захисником на суді над Воїславом Шешелем.
У 1990 році Владимир Шекс був одним із засновників Осієцького відділення Хорватської демократичної співдружності. У 1991 році він був помітною постаттю хорватської війни за незалежність, а також одним із головних укладачів Конституції Хорватії. У 1992 році його було призначено державним прокурором Республіки Хорватії.
Владимир Шекс був одним із заступників прем'єр-міністра Хорватії в урядах Хрвоє Шаринича і Нікіци Валентича з 1992 по 1995 роки.
Шекс обіймав посаду голови парламенту Хорватії з 22 грудня 2003 по 11 січня 2008 року.
26 лютого 2005 р. 25-річного сина Шекса Домагоя було знайдено мертвим у Гоа (Індія) після того, як днем раніше його друзі заявили, що він зник безвісти. Точні обставини його смерті так і не було з'ясовано.
У 2009 році Шекс проходив на судовому процесі у справі Бранимира Ґлаваша як свідок з боку захисту, та його свідчення були пізніше відхилені головуючим суддею як «повністю неправдоподібні», а суд виніс обвинувальний вирок.
У 2010 р. Amnesty International заявила, що Шекса слід притягти до відповідальності на підставі інших свідчень на процесі над Ґлавашем.
У січні 2011 р. міністерство юстиції Хорватії відреагувало на доповідь Amnesty International заявивши, що її висновки у справі Шекса були «самовільні і хибні».

## Нагороди
- Великий орден короля Петара Крешимира IV (2008) — третя за величиною хорватська державна нагорода і 16-я у своєму роді вручена з моменту її заснування.[7]